# Verzorgingsplaats Velder
Verzorgingsplaats Velder is een Nederlandse verzorgingsplaats aan de A2 Amsterdam-Maastricht tussen afritten 26 en 27 nabij Liempde.
De verzorgingsplaats dankt haar naam aan Landgoed Velder dat tussen de A2 en de spoorlijn Boxtel-Eindhoven ligt. Niet ver voor de verzorgingsplaats ligt wildviaduct Het Groene Woud. Op die manier kunnen dieren landgoed Velder en het verderop gelegen Kampina veilig bereiken.
Bij de verzorgingsplaats is een tankstation van Esso aanwezig.
Aan de andere kant van de snelweg ligt even verderop verzorgingsplaats Ooiendonk.
Richting Eijsden:
Haarrijn · 
IJsselstein · 
Bisde · 
De Lucht West · 
Velder · 
't Haasje · 
Roevenpeel · 
Ellerbrug · 
Het Anker · 
Vossedal · 
Knuvelkes
Richting Amsterdam:
Patiel · 
Meerssen · 
Kruisberg · 
Swentibold · 
Bosserhof ·
Meiberg · 
Groote Bleek · 
Ooiendonk · 
De Lucht Oost · 
Lingehorst · 
Jutphaas · 
Ruwiel